# Аналитичка базна табела
У теорији базе података, аналитичка базна табела (АБТ) је основна табела која се користи за изградњу аналитичких модела и оцењивање (предвиђање) будућег понашања субјекта.
Појединачни запис у овој табели представља предмет предвиђања (нпр. купца) и чува све податке (променљиве) који описују дату тему.
У основи, постоје две категорије података:
1. Ко је субјект? (описује карактеристике субјекта у вези са организацијом, као што су социо-демографско-географски подаци, догађаји, итд.), и
2. Шта субјект ради? (описује карактеристике понашања субјекта, куповина производа, употреба производа, понашање при плаћању, случајеви односа итд. ).

Аналитичке базне табеле могу се развити као опште инстанце применљиве при решавању општих пословних проблема, али се чешће формира ради решавања врло одређених пословних проблема.